# Número de Arquimedes
O número de Arquimedes (Ar), denominado com o nome do antigo cientista grego Arquimedes, é usado para determinar o movimento de fluidos devido a diferenças de densidade. É um número adimensional definido como a razão de forças gravitacionais por forças viscosas e tem a forma
{\displaystyle \mathrm {Ar} ={\frac {gL^{3}\rho _{\ell }(\rho -\rho _{\ell })}{\mu ^{2}}}}
onde:
- g - aceleração da gravidade (9,81 m/s²),
- ρl - densidade do fluido, {\displaystyle {\rm {kg/m}}^{3}}
- ρ - densidade do corpo, {\displaystyle {\rm {kg/m}}^{3}}
- {\displaystyle \mu } - viscosidade dinâmica, {\displaystyle {\rm {kg/ms}}}
- L - comprimento característico do corpo, m.

Ao analisar a convecção potencialmente mista de um líquido, o número de Arquimedes parametriza as forças de convecção livre e forçada. Quando Ar >> 1 a convecção natural é dominante, ou seja, corpos menos densos ascendem e corpos mais densos descem, e quando Ar << 1 a convecção forçada é dominante.
Quando a diferença de densidades é devida a transmissão de calor (por exemplo, fluidos sendo aquecidos e causando diferenças de temperatura entre partes distintas do fluido), então pode-se escrever
{\displaystyle {\frac {\rho -\rho _{0}}{\rho _{0}}}=\beta \left(T_{0}-T\right)}
onde:
- {\displaystyle \beta } - coeficiente de expansão volumétrica
- {\displaystyle T} - temperatura
- subscrito 0 - indica ponto de referência dentro do corpo fluido.

Desta forma é obtido o número de Grashof, ou seja, os números de Arquimedes e Grashof são equivalentes, mas adequados para descrever situações onde existe uma diferença substancial em densidade e transmissão de calor, causando respectivas diferenças de densidade. O número de Arquimedes é relacionado com os números de Richardson e Reynolds por
{\displaystyle \mathrm {Ar} =\mathrm {Ri} \,\mathrm {Re} ^{2}}